# Vieilles-Granges (ruisseau)
Ruisseau français passant dans le département de la Haute-Saône, ce ruisseau est l’affluent du Ruisseau d'Anthon et est confluent à la rivière Buthiers.